# Copake Lake
Copake Lake – jednostka osadnicza w Stanach Zjednoczonych, w stanie Nowy Jork, w hrabstwie Columbia.